# Trịnh Văn Chiến
Trịnh Văn Chiến (sinh ngày 15 tháng 1 năm 1960) là một quan chức Việt Nam. Ông nguyên là Chủ tịch Hội đồng nhân dân tỉnh Thanh Hóa nhiệm kì 2011-2016, 2016-2021, nguyên Chủ tịch UBND tỉnh Thanh Hóa nhiệm kì 2004-2011, 2011-2016. Trong Đảng Cộng sản Việt Nam, ông là Ủy viên Ban Chấp hành Trung ương Đảng khóa XII, nguyên Bí thư Tỉnh ủy Thanh Hóa nhiệm kì 2015-2020 (đã bị cách tất cả chức vụ trong Đảng).

## Xuất thân
Trịnh Văn Chiến sinh ngày 15 tháng 1 năm 1960 tại xã Định Long, huyện Yên Định, tỉnh Thanh Hóa.

## Giáo dục
Ông tốt nghiệp Đại học Nông nghiệp Hà Nội, bằng kĩ sư ngành Dâu tằm khóa 23. Ông có bằng Tiến sĩ Nông nghiệp.

## Sự nghiệp
Tháng 11 năm 2008, Trịnh Văn Chiến là Tỉnh ủy viên Tỉnh ủy Thanh Hóa, Phó Chủ tịch UBND tỉnh Thanh Hóa.
Sáng ngày 6 tháng 12 năm 2010, trong kỳ họp HĐND tỉnh Thanh Hóa lần thứ 18, khóa 15, ông được bầu giữ chức Chủ tịch UBND tỉnh Thanh Hóa nhiệm kì 2004-2011. Lúc này ông đang là Phó Bí thư Tỉnh ủy, Phó Chủ tịch Thường trực UBND tỉnh Thanh Hóa.
Tháng 11/2014, Bộ Chính trị Ban Chấp hành Trung ương Đảng Cộng sản Việt Nam giới thiệu ông Trịnh Văn Chiến - Phó Bí thư Tỉnh ủy Thanh Hóa, Chủ tịch UBND tỉnh Thanh Hóa - giữ chức Bí thư Tỉnh ủy Thanh Hóa, nhiệm kỳ 2010 - 2015 thay ông Mai Văn Ninh được điều động, phân công giữ chức Phó trưởng ban Tuyên giáo Trung ương Đảng Cộng sản Việt Nam.
Ngày 27/11/2014, Ban Thường vụ Tỉnh ủy Thanh Hóa đã tổ chức Hội nghị Ban chấp hành Đảng bộ tỉnh lần thứ 20 (khóa 17). Tại hội nghị, ông Trịnh Văn Chiến được bầu làm Bí thư Tỉnh ủy Thanh Hóa nhiệm kì 2010-2015 với 56/56 phiếu đồng ý.
Sáng ngày 30/12/2014, tại Kỳ họp thứ 12, Hội đồng nhân dân (HĐND) tỉnh Thanh Hóa khóa XVI, ông Trịnh Văn Chiến đã được 100% đại biểu bỏ phiếu bầu vào chức danh Chủ tịch HĐND tỉnh Thanh Hóa nhiệm kỳ 2011 - 2016.
Tháng 9 năm 2015 tại Đại hội Đảng bộ Đảng Cộng sản Việt Nam tỉnh Thanh Hóa lần thứ 18, nhiệm kỳ 2015-2020 ông tái đắc cử chức Bí thư Tỉnh ủy .
Tháng 1 năm 2016 tại Đại hội đại biểu toàn quốc lần thứ XII của Đảng Cộng sản Việt Nam, ông được bầu làm Ủy viên Ban Chấp hành Trung ương Đảng Cộng sản Việt Nam khóa 12.
Sáng ngày 30/6/2016, tại kỳ họp thứ nhất, Hội đồng nhân dân (HĐND) tỉnh Thanh Hóa khóa XVII, nhiệm kỳ 2016 – 2021 đã bầu Trịnh Văn Chiến giữ chức Chủ tịch HĐND tỉnh nhiệm kỳ 2016 – 2021, với tỷ lệ phiếu bầu 100%.
Ông có công biến bãi biển Sầm Sơn trở nên nổi tiếng.

## Kỷ luật Phó Chủ tịch UBND tỉnh
Giữa tháng 9/2016 trên mạng xã hội xuất hiện thông tin về mối quan hệ tình cảm giữa ông Chiến và một nữ trưởng phòng trẻ tuổi đang công tác tại Sở Xây dựng tỉnh Thanh Hoá, được nói là có tài sản khủng nhờ mối quan hệ này. Sự kiện đã dẫn đến cả bộ máy chính quyền Thanh Hóa trực tiếp điều tra  cũng như đề nghị xử lý 'tin xuyên tạc về Bí thư tỉnh' , còn ông và gia đình thì lên tiếng "phủ nhận thông tin có bồ nhí, con riêng" .
Có ý kiến cho rằng "Lo cho dân hay chứng minh không có bồ, việc nào bảo vệ uy tín Bí thư?" . Trong hoàn cảnh tình hình "ma trận tận thu" tại Thanh Hóa, được ông Lê Như Tiến, đại biểu Quốc hội khóa XII, XIII, nguyên Phó Chủ nhiệm Ủy ban Văn hóa, Giáo dục, Thanh niên, thiếu niên và nhi đồng của Quốc hội khóa XIII nói về hiện tượng này là "Tôi cho rằng, có lẽ đang hình thành tầng lớp giống như chánh tổng, lý trưởng ngày xưa, đó là cường hào mới ở nông thôn. Chỉ có cường hào thì mới o ép dân đến như thế.", thì Thanh Hóa để cho "mọi việc chìm vào im lặng". Trong khi đó lại huy động mọi công cụ để bảo vệ ông Chiến trước một tin được coi là "bố láo" của mạng xã hội .
Nêu quan điểm cá nhân, Cục trưởng Cục phòng chống tham nhũng (Thanh tra Chính phủ) - Phạm Trọng Đạt cho rằng, "Đúng hay sai cũng cần có câu trả lời rõ ràng trước dư luận". Theo ông Đạt, về nguyên tắc với một cấp trưởng phòng thì công tác kê khai tài sản cá nhân bắt buộc phải được thực hiện hàng năm. Trong trường hợp này, Thanh Hóa cần kiểm tra lại phản ánh của dư luận là thế nào và việc kê khai tài sản có được thực hiện đúng không? Ông Đạt cũng cho biết, nếu Thanh Hóa không có động thái kiểm tra, Thanh tra Chính phủ cũng sẽ có ý kiến.
Sau một năm điều tra và kiểm điểm, ngày 29/9/2017, Ủy ban Kiểm tra Tỉnh ủy Thanh Hóa đã có thông báo 116-TB/UBKTTU về Kết quả kiểm tra, xem xét xử lý kỷ luật đảng đối với tổ chức đảng và đảng viên có liên quan tại Sở Xây dựng Thanh Hóa trong vụ "bổ nhiệm thần tốc" người nữ trưởng phòng đã nêu, cùng với 54 trường hợp bổ nhiệm không đủ tiêu chuẩn khác. Năm 2016 người phụ nữ này đã nghỉ việc, và nay là khai trừ đảng. Người chịu trách nhiệm về bổ nhiệm là giám đốc Sở Xây dựng, từ năm 2016 là Phó Chủ tịch UBND tỉnh, thì bị khiển trách . Dư luận tháng 10/2017 vẫn bức xúc và cho rằng cần "đề nghị UB Kiểm tra TƯ vào cuộc để kỷ luật nghiêm những tổ chức, cá nhân liên quan sai phạm trong bổ nhiệm..." đó .
Bí thư Thanh Hóa Trịnh Văn Chiến cổ vũ cho việc nêu công khai thông báo nói trên để biết bản chất, biết đúng sai trong vụ việc . "Bản chất" sự việc rõ hơn khi đến tháng 12/2017 Ban Bí thư TƯ Đảng kỷ luật cách tất cả chức vụ trong Đảng của Phó Chủ tịch Thanh Hoá Ngô Văn Tuấn (vốn là nguyên giám đốc Sở Xây dựng), với một trong các khuyết điểm là "nâng đỡ không trong sáng" nhân vật "bồ nhí" và được "bổ nhiệm thần tốc" nói trên .

## Xử lý vụ ngư dân Sầm Sơn biểu tình
Trong hơn 10 ngày từ 26 tháng 2 đến ngày 7 tháng 3 năm 2016, hàng trăm người dân ở thành phố Sầm Sơn, tỉnh Thanh Hóa đã kéo tới vây kín trụ sở UBND tỉnh, Tỉnh ủy để mong được gặp lãnh đạo tỉnh để phản đối việc thu hồi đất khu vực neo đậu bến thuyền phía Đông đường Hồ Xuân Hương. Theo nhiều người dân, những việc làm của Tập đoàn FLC như chặn đường ra biển, xây các nhà hàng, cấm không cho người dân khai thác thủy sản gần bờ trước mặt của khu nghỉ dưỡng đã được người dân phản ánh nhiều lần lên chính quyền xã và thành phố nhưng vẫn không được giải quyết triệt để, khiến người dân bức xúc.
Vụ việc chỉ kết thúc khi ngày 7 tháng 3 năm 2016, Bí thư Tỉnh ủy tỉnh Thanh Hóa ông Trịnh Văn Chiến đã gặp gỡ và đối thoại với người dân Sầm Sơn và chỉ đạo: UBND thành phố Sầm Sơn tìm bến đỗ mới và xây dựng hạ tầng kỹ thuật tại bến mới, đảm bảo các yêu cầu cho ngư dân neo đậu thuyền, bè, mủng; xây dựng cơ chế chính sách hỗ trợ ngư dân phù hợp; tổ chức tuyên truyền, vận động, thống nhất với bà con ngư dân, khi đủ điều kiện cần thiết mới tổ chức chuyển sang bến mới. Ông Chiến cho rằng việc như mấy ngày qua là đáng tiếc. "Dù bất cứ góc độ nào, là người lãnh đạo cao nhất, tôi thấy bản tôi có khuyết điểm, trách nhiệm lớn với bà con ngư dân Sầm Sơn", ông nói .

## Câu nói
“Ngứa lưng đi gãi bụng là không được!” Là ý kiến của ông Trịnh Văn Chiến về phần trả lời chất vấn của Giám đốc Sở Tài nguyên và Môi trường về tình trạng khai thác cát trái phép trên địa bàn tỉnh Thanh Hóa tại Kỳ họp thứ 4, HĐND tỉnh Thanh Hóa khóa XVII khi Giám đốc Sở Tài nguyên và Môi trường liên tục trả lời không đúng trọng tâm .

## Kỷ luật và cách chức[23]
Ngày 28/7/2023, tại Trụ sở Trung ương Đảng, đồng chí Tổng Bí thư Nguyễn Phú Trọng chủ trì họp Bộ Chính trị, Ban Bí thư xem xét, thi hành kỷ luật Ban Thường vụ Tỉnh ủy Thanh Hóa các nhiệm kỳ 2010-2015, 2015-2020 và một số nguyên lãnh đạo tỉnh Thanh Hóa.
Bộ Chính trị, Ban Bí thư nhận thấy Trịnh Văn Chiến đã suy thoái về tư tưởng chính trị, đạo đức, lối sống; vi phạm nguyên tắc tập trung dân chủ, quy chế làm việc, quy định của Đảng, pháp luật của Nhà nước, quy định những điều đảng viên không được làm và trách nhiệm nêu gương, gây hậu quả rất nghiêm trọng, khó khắc phục, thiệt hại lớn ngân sách nhà nước, dư luận bức xúc, ảnh hưởng xấu đến uy tín của tổ chức đảng, chính quyền địa phương.
Căn cứ nội dung, tính chất, mức độ, hậu quả, nguyên nhân vi phạm; theo Quy định của Đảng về kỷ luật tổ chức đảng, đảng viên vi phạm, Bộ Chính trị quyết định đề nghị Ban Chấp hành Trung ương Đảng xem xét, thi hành kỷ luật Trịnh Văn Chiến.
Ngày 02/10/2023, Khai mạc Hội nghị Trung ương 8 khoá XIII, trong ngày làm việc đầu tiên của Hội nghị Trung ương 8, Ban Chấp hành Trung ương đã quyết định thi hành kỷ luật cách chức tất cả các chức vụ trong Đảng đối với Trịnh Văn Chiến.